# アッバテッジョ
アッバテッジョ（イタリア語: Abbateggio）は、イタリア共和国アブルッツォ州ペスカーラ県にある、人口約400人の基礎自治体（コムーネ）。

## 地理

### 位置・広がり

#### 隣接コムーネ
隣接するコムーネは以下の通り。
- カラマーニコ・テルメ
- レットマノッペッロ
- ロッカモリーチェ
- サン・ヴァレンティーノ・イン・アブルッツォ・チテリオーレ
- スカーファ

## 行政

### 分離集落
アッバテッジョには、以下の分離集落（フラツィオーネ）がある。
- Capo d'Acqua, Catalano, Cerratina, Colle Campione, Colle Cocilieri, Colle degli Zingari, Colle della Selva, Colle di Volta, Cusano, Di Mezzo, Fonte Cugnoli, Fonte della Civetta, Fosso dei Valli, Fosso Pelliccia, Fosso Fonte Vecchia, Fosso Raganelli, Le Piane, Macchia, San Martino, Sant'Agata, Saletto, Scalelle, Torrente Capo Savino, Vene Carpeneto, Vene San Bartolomeo, Vusciaca

## 文化・観光
「イタリアの最も美しい村」クラブ加盟コムーネである。